# W. D. Richter
Walter Duch Richter (New Britain, 7 dicembre 1945) è uno sceneggiatore, regista e produttore cinematografico statunitense.

## Biografia
Nato nel 1945 a New Britain, nel Connecticut, Richter si è laureato presso il Dartmouth College e ha frequentato l'USC School of Cinematic Arts a Los Angeles.
Ha iniziato a scrivere sceneggiature per lungometraggi negli anni settanta, scrivendo le commedie L'inseguito (1973), Una valigia piena di dollari e Vecchia America (1976). In seguito è passato ad altri generi, sceneggiando il film di fantascienza Terrore dallo spazio profondo (1978), remake de L'invasione degli ultracorpi del 1956, e l'horror Dracula, diretto da John Badham (1979).
Nel corso degli anni ottanta e novanta ha continuato a scrivere sceneggiature, tra cui quelle di Brubaker di Stuart Rosenberg (1980), Grosso guaio a Chinatown di John Carpenter (1986), Cose preziose di Fraser C. Heston (1993) e A casa per le vacanze di Jodie Foster (1995). Nello stesso periodo ha prodotto e diretto i film di fantascienza Le avventure di Buckaroo Banzai nella quarta dimensione (1984) e Surgelati speciali (1991). Nel 2005 ha sceneggiato Stealth - Arma suprema di Rob Cohen.

## Filmografia

### Sceneggiatore
- L'inseguito (Slither), regia di Howard Zieff (1973)
- Una valigia piena di dollari (Peeper), regia di Peter Hyams (1976)
- Vecchia America (Nickelodeon), regia di Peter Bogdanovich (1976)
- Terrore dallo spazio profondo (Invasion of the Body Snatchers), regia di Philip Kaufman (1978)
- Dracula, regia di John Badham (1979)
- Brubaker, regia di Stuart Rosenberg (1980)
- Tutta una notte (All Night Long), regia di Jean-Claude Tramont (1981)
- Hard Feelings, regia di Daryl Duke (1982)
- Grosso guaio a Chinatown (Big Trouble in Little China), regia di John Carpenter (1986)
- Cose preziose (Needful Things), regia di Fraser C. Heston (1993)
- A casa per le vacanze (Home for the Holidays), regia di Jodie Foster (1995)
- Stealth - Arma suprema (Stealth), regia di Rob Cohen (2005)

### Regista e produttore
- Le avventure di Buckaroo Banzai nella quarta dimensione (The Adventures of Buckaroo Banzai Across the 8th Dimension) (1984)
- Surgelati speciali (Late for Dinner) (1991)

## Riconoscimenti
- 1974 – Writers Guild of America Award[3]
  - Candidatura alla miglior sceneggiatura originale di una commedia, per L'inseguito

- 1979 – Writers Guild of America Award[3]
  - Candidatura alla miglior sceneggiatura non originale di un dramma, per Terrore dallo spazio profondo

- 1981 – Premi Oscar[3][4]
  - Candidatura alla miglior sceneggiatura originale, per Brubaker (insieme a Arthur Ross)